# Helēna Demakova
Helēna Demakova (Riga, 3 de setembre de 1959) és una historiadora d'art i política letona. Va exercir el càrrec de ministre de Cultura de Letònia des de 2004 fins al 2009 i va ser membre del Saeima (Parlament de Letònia) en diverses legislatures. Va estudiar a la Universitat de Letònia i també és professora de l'Acadèmia d'Art de Letònia.
Per la llista del Partit Popular va ser elegida com a diputat a la VII i VIII legislatura del Saeima. El 9 de març del 2004 Demakova va assumir el lloc de ministre de cultura en el gabinet del president Indulis Emsis. A l'octubre de 2006 va ser novament escollida membre a la IX legislatura i es va mantenir com a ministre fins al 12 de gener de 2009, data en la qual va dimitir per problemes de salut.